# Herb Hamburga

Herb wielki Hamburga

Herb mały Hamburga

Tak zwany Hamburg-Symbol

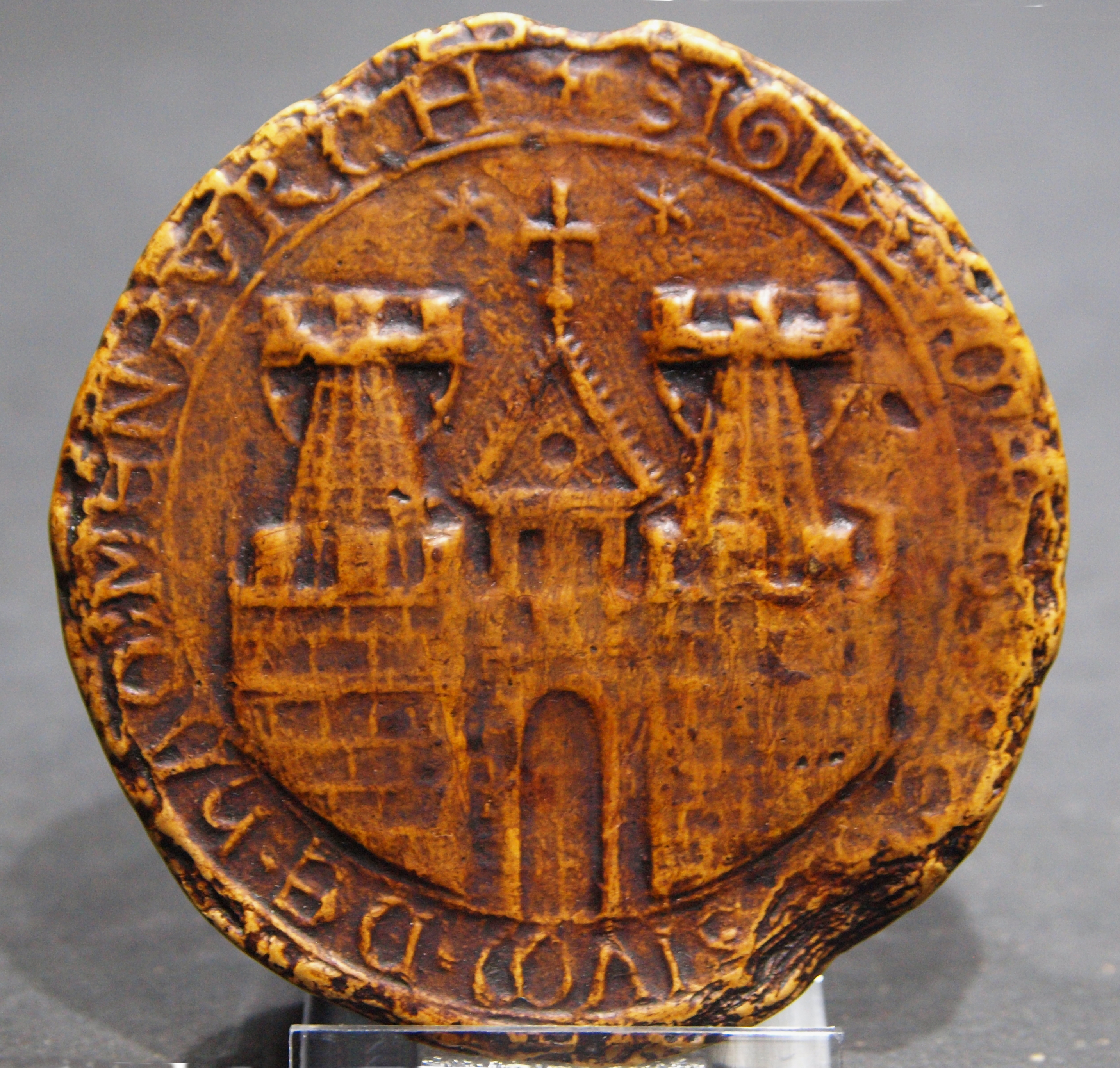
Pieczęć miejska z 1241 roku

Herb Hamburga wywodzi się od pieczęci Hamburga z XII/XIII wieku. Środkowa wieża z krzyżem symbolizuje średniowieczną katedrę. Gwiazdy nad bocznymi wieżami to gwiazdy Maryi, patronki Hamburga. Wrota były w ciągu historii raz zamknięte, raz otwarte. Do XVIII wieku herb przedstawiał czerwony zamek na białym tle. 14 maja 1752 Senat hamburski ustanowił ostatecznie herb który obowiązuje do dziś.
Herb Hamburga może być używany wyłącznie przez urzędy i instytucje państwowe Hamburga. W lutym 2006 Senat wprowadził tak zwany Hamburg-Symbol (minimalnie różniący się od herbu małego), który może być używany bez zezwolenia przez osoby prywatne. 